# Theodor Seitz
 (novembre 2011).
Si vous disposez d'ouvrages ou d'articles de référence ou si vous connaissez des sites web de qualité traitant du thème abordé ici, merci de compléter l'article en donnant les références utiles à sa vérifiabilité et en les liant à la section « Notes et références ».
Theodor Seitz (né le 12 septembre 1863 à Seckenheim, grand-duché de Bade, † 28 mars 1949 à Baden-Baden) est un homme politique allemand.

## Biographie
Il est titulaire d'un doctorat en droit, obtenu à l'Université de Heidelberg. Après avoir servi à l'Office des Affaires étrangères, il est nommé le 9 mai 1907 gouverneur impérial du Kamerun, puis, le 28 août 1910, du Sud-Ouest africain allemand (aujourd'hui la Namibie) à Windhoek.
Au Cameroun, son mandat a été marqué les conflits militaires entre la puissance coloniale et les autochtones du sud-est (Malaa, Omvang). Il a continué la politique économique initié par son prédécesseur Jesko von Puttkamer et suivi les directives du secrétaire d'État aux Affaires étrangères Bernhard Dernburg, pour une « politique indigène rationnelle », afin de protéger les communautés indigènes contre l'exploitation des marchands allemands. Dans ce contexte, il est à plusieurs reprises entré en conflit avec les commerçants, en particulier dans le district Sud (Kribi).
Son mandat dans le Sud-Ouest africain est interrompu par la victoire d'un corps expéditionnaire britannico-sud-africain face à l'armée du Reich en juillet 1915 et la fin de l'Empire colonial allemand. En 1919, il est expulsé de Windhoek par les Anglais.
En 1920 il devient président, puis président honoraire en 1930, de la Société coloniale allemande.